# Scarpette rosse e i sette nani
Scarpette rosse e i sette nani (Red Shoes and the Seven Dwarfs) è un film d'animazione del 2019 scritto e diretto da Sung-ho Hong.
È liberamente ispirato alla fiaba di Biancaneve e Le scarpette rosse.

## Trama
Sette principi eroi dopo aver sconfitto un drago e salvato la Principessa delle Fate, vengono maledetti da quest'ultima per averla attaccata in quanto ritenuta una strega per via del suo aspetto: l'incantesimo, che li trasforma in paffuti nani dalla pelle verde ogni volta che vengono guardati da qualcuno, può essere spezzato solo dal bacio della donna più bella del mondo.
Un anno dopo nel regno di Favolisolandia la principessa Biancaneve trova il diario di suo padre, recentemente scomparso: l'uomo da tempo vedovo decise di risposarsi con Regina ritenuta una strega ma non da lui, perché non poteva credere che lo fosse dato che era una donna molto bella; col tempo però cominciarono a sparire diverse persone a corte, e quando il re scoprì la moglie intenta a parlare con un inquietante albero animato da uno specchio magico comprese la realtà delle cose e sapendo di avere poco tempo a disposizione, lasciò scritto alla figlia di cercare I Favolosi Sette. Trovato il melo incantato indicato dal padre, Biancaneve ne afferra i due frutti che diventano un paio di scarpette rosse, che una volta indossate la trasformano fisicamente rendendola alta e snella; viene scoperta subito dopo da Regina (che però non la riconosce), ma riesce a scappare grazie a una scopa volante. Regina consulta lo specchio magico, dal quale apprende che ora la fuggitiva è la donna più bella di tutte.
Biancaneve si risveglia nella casa dei nani dove rimane sorpresa nello scoprire il suo nuovo aspetto e per mantenere l'anonimato, afferma di chiamarsi Scarpette rosse; dopo aver salvato la ragazza (allontanatasi nel bosco di notte poiché convinta di aver scorto il padre) dall'attacco di un grande coniglio di legno (successivamente da loro "addomesticato"), i nani pensano a come farla innamorare per spezzare la maledizione. Il giorno seguente Arthur la porta in città ma Biancaneve viene scoperta da due guardie mandate dal principe Average (che vuole invitare alla sua festa di compleanno ospiti prestigiosi, e al quale Regina ha proposto un patto) che la riconoscono da un poster da ricercata: per depistarle Biancaneve si toglie le scarpette riacquistando l'aspetto originario ma quando rischia di venire comunque attaccata da alcuni soldati, Merlino li tramortisce e si allontana senza sapere che si tratta della stessa ragazza. Biancaneve indossa nuovamente le scarpette e nel fuggire ancora dalle due guardie, lascia cadere la locandina che aveva disegnato per ritrovare suo padre; allora Merlino la riproduce su un campo di viole.
Il principe Average e i suoi soldati rintracciano la casa dei nani e ordinano a Biancaneve di seguirli, ma il gruppo riesce a metterli in fuga; la sera stessa, Biancaneve e Merlino trascorrono del tempo insieme. Regina delusa dal fallimento della missione consegna al principe e alle due guardie tre mele che una volta morse, li trasformano in enormi orsi di legno. Grazie ad un marchingegno volante, Biancaneve e Merlino riversano moltissime locandine del re scomparso sulla città; in un momento di distrazione Merlino sempre più innamorato di Biancaneve, fa finire entrambi contro un albero in mezzo a un bosco. Dopo aver chiacchierato un po', i due di scambiano un bacio che però non fa tornare Merlino al suo vero aspetto. All'improvviso vengono attaccati dai tre enormi orsi di legno, ma Merlino riesce a sconfiggerli piuttosto facilmente dopo aver chiesto a Biancaneve di allontanarsi senza guardarlo, essendo quindi temporaneamente tornato umano; tuttavia ridiventato nano viene improvvisamente afferrato dal principe Average e trascinato in un fiume, rimanendo incastrato fra dei massi dai quali però Biancaneve lo libera sollevandoli dopo essersi tolta le scarpette. Nel frattempo, Regina scopre grazie allo specchio magico che è stata proprio Biancaneve ad averle sottratto le scarpette.
Con il suo vero aspetto la ragazza ammette a Merlino di chiamarsi in realtà Biancaneve e non Scarpette rosse, e di essere ricercata dalla perfida matrigna per riottenere le scarpette. Quando Merlino le chiede perché non le abbia semplicemente restituite, Biancaneve gli domanda se l'avrebbe aiutata nel caso in cui l'avesse fatto; Merlino non sapendo cosa rispondere inizia a sentirsi in colpa e si allontana mentre Biancaneve indossa ancora una volta le scarpette, convinta che lui la apprezzi solo così. Regina rapisce la figliastra e Merlino si dirige al palazzo reale per salvarla non prima di aver mandato tre orsetti (ex servitori di Regina) ad aiutare i suoi compagni, ma viene presto catturato. Regina obbliga Biancaneve a mangiare una mela stregata in cambio della liberazione di Merlino e di suo padre: la giovane si trasforma in un melo incantato. Lo specchio magico spiega a Merlino che il mattino seguente l'albero produrrà un paio di mele che diventeranno scarpette, poi si seccherà e Biancaneve morirà con esso. Merlino riesce a liberarsi e in suo aiuto accorrono i suoi compagni il coniglio gigante e i tre orsetti, distruggendo lo specchio magico. Merlino decide di sacrificarsi gettandosi su Regina, cadendo con lei da un ponte del palazzo e sfruttando tutta la magia di cui è in possesso.
Le maledizioni di Regina vengono annullate: i rampicanti dell'albero stregato scompaiono, mentre i tre orsetti tornano ad essere un bambino e due bambine, e il coniglio gigante si scopre essere il re, padre di Biancaneve. Padre e figlia si riuniscono felicemente, ma Biancaneve diventa subito triste una volta appreso del sacrificio di Merlino; quest'ultimo però è ancora vivo, anche se stremato e prima di svenire dice a Biancaneve che in ogni caso per lui è la donna più bella del mondo. Biancaneve lo bacia e Merlino torna definitivamente a essere un bellissimo ragazzo, ormai privo dei pregiudizi di una volta. Qualche tempo dopo, Biancaneve e Merlino si sposano.

## Colonna sonora

### Canzoni
Gli autori delle canzoni sono membri della compagnia musicale The Math Club: Brayden Deskins, Jordyn Kane, Jason Rabinowitz, Colton Fisher, Isaac Lucas, Brandon Stewart, Cameron Marygold e Ben Roberts.
1. Something So Beautiful – 2:57
Cantata da Giuseppe Izzo
2. This Is Me – 3:05
Cantata da Jordyn Kane
3. Start of Something Right – 3:09
Cantata da Jordyn Kane

Nella versione italiana le canzoni, adattate e dirette da Riccardo Cimino, sono cantate da Giulia Di Turi, Valentina Gargano e Andrea Casali.

### Tracce strumentali
Le tracce strumentali sono state invece composte da Geoff Zanelli.
1. Red Shoes and the Seven Dwarfs – 6:33
2. Snow Escapes With the Shoes – 1:00
3. Seven Princes – 2:09
4. Meet Red Shoes – 1:08
5. Decide to Help Snow – 1:17
6. Prince Average – 2:06
7. This Is Me – 0:45
8. Have You Seen My Moisturizer – 0:50
9. Here Comes the Bun – 0:29
10. Bunny Chase – 1:19
11. Arthur Fakes His Death – 0:36
12. The Cursebreaking Plan – 1:23
13. Excalibur – 2:41
14. Town Escape – 3:45
15. It's All a Misunderstanding – 0:50
16. Guards – 1:05
17. Arthur vs Merlin – 0:36
18. An Invitation to a Party – 1:20
19. Just an Average Battle – 3:34
20. The Big Guns – 3:35
21. The Real Me – 1:28
22. Cruel Shoes – 0:35
23. An Apple – 1:22
24. Rebuilding the House – 0:44
25. The Flying Machine – 2:13
26. What Kind of Magic Do Those Shoes Have – 2:53
27. The Three Bears – 4:27
28. Merlin Falls – 1:17
29. The Thief Was Snow White – 0:30
30. The Real Snow – 2:41
31. Terrible Timing – 1:31
32. The Team Prepares – 0:29
33. Excalibur Released / Merlin Arrives – 0:55
34. Regina Offers The Apple – 1:47
35. Magichard Fight – 4:54
36. It's a Good Day to Break a Curse – 0:30
37. I Got Merlin'd – 4:11

## Distribuzione
Il film è stato distribuito in Italia direttamente in video on demand da Lucky Red sulle piattaforme Chili, Rakuten TV, TIMvision e Sky dal 4 giugno 2020. I dialoghi sono stati adattati da Francesco Marcucci, mentre la direzione del doppiaggio (avvenuto presso la SDI Media Italia, s.r.l.) è di Massimiliano Alto.

## Controversie
Alcuni cartelloni pubblicitari apparsi durante il Festival di Cannes 2017 che mettevano a confronto le due versioni di Biancaneve hanno portato a diverse accuse di body shaming; la doppiatrice della protagonista, Chloë Grace Moretz, e la produttrice Su-jin Hwang replicarono scusandosi per l'accaduto poiché mandava un messaggio opposto a quello espresso nel film. Anche il primo trailer ricevette alcuni giudizi negativi, in quanto ritenuto non adatto per un film indirizzato principalmente ai bambini.
(Su-jin Hwang)